# Bargota
Bargota település Spanyolországban, Navarra autonóm közösségben. Bargota Viana, Aras, Azuelo, Torralba Del Río, Espronceda, Armañanzas, Torres Del Río, Lazagurría és Mendavia községekkel határos. Lakosainak száma 247 fő (2024).

## Népesség
A település népessége az elmúlt években az alábbi módon változott:
| Lakosok száma | 381  | 375  | 345  | 327  | 312  | 295  | 276  | 257  | 256  | 247  |
|               | 2001 | 2004 | 2007 | 2009 | 2012 | 2014 | 2017 | 2019 | 2022 | 2024 |